# Гонорий
Фла́вий Гоно́рий А́вгуст (лат. Flavius Honorius Augustus; 9 сентября 384—15 августа 423) — первый император Западной Римской империи после окончательного разделения единой Римской империи на западную и восточную в 395 году. Сын императора Феодосия I. Его правление — 395—423 годы — период торжества варваров, усиливающегося распада Западной Римской империи. При нём вестготы в 410 году захватили и разграбили Рим.

## Биография

### Детство
Гонорий родился 9 сентября 384 года в Константинополе. Помимо брата Аркадия и сестры Галлы Плацидии, у него была сестра Пульхерия, умершая ребёнком в 385 году. Его мать Элия Флацилла, первая жена Феодосия I, скончалась осенью 386 года.
Уже в 386 году Гонорий был назначен консулом. В 389 году он вместе со своим отцом принимал участие в триумфе над узурпатором Максимом в Риме. 23 января 393 года Гонорий был провозглашён августом.

### Борьба с варварами при Стилихоне
После смерти отца (395 год) в возрасте одиннадцати лет Гонорий получил Западную Римскую империю, столицей которой сделался сначала Медиолан (современный Милан), а затем Равенна, тогда как брат его Аркадий вступил на престол Восточной империи со столицей в Константинополе.
Первое время Гонорий управлял под регентством военачальника Стилихона (вандала по происхождению), на дочери которого Марии он женился в 398 году. Именно Стилихон к 399 году вновь подчинил императору Запада африканские провинции, тяготевшие к Византии, отразил вторжение вестготов под предводительством Алариха на Балканский полуостров в 396 году и в Италию в 403 году. В 406 году полчища варваров, состоявшие из вандалов, свевов, бургундов и аланов под предводительством Радагайса, были почти совершенно истреблены в битве при Фезулах, а сам Радагайс казнён у ворот Флоренции 23 августа 406 года.
Однако для защиты Италии Стилихон был вынужден отозвать лучшие силы империи из Британии и Галлии. Оставшаяся и бо́льшая, чем направлявшаяся с Радагайсом в Италию, часть его армии, преодолев на границе сопротивление союзных империи франков, вторглась в беззащитную Галлию. Одновременно на севере Галлии высадились мятежные войска, остававшиеся в Британии, которые избрали своим предводителем простого солдата по имени Константин. Вскоре под власть этого узурпатора попала и Римская Испания.

### Разграбление Рима
После падения и казни Стилихона 22 августа 408 года готы под предводительством Алариха вновь вторглись в Италию. В том же году Аларих осадил Рим и принудил его заплатить тяжёлую дань, а 24 августа 410 года он завладел городом и отдал своим войскам на разграбление.
Хотя Гонорий скрывался за неприступными стенами Равенны, он оставался императором фактически лишь номинально, в то время как его империя перешла под власть варваров и узурпатора.
Однако после смерти Алариха его шурин и наследник Атаульф заключил мир с Гонорием, перешёл с вестготами Альпы и вторгся в Галлию. Здесь его преемник Валия основал королевство вестготов, в то время ещё входивших в империю на правах федератов. Распад Западной империи был официально признан лишь после устранения императора Ромула Августула.

### Религиозная политика
Гонорий, как и его отец Феодосий I, был убеждённым приверженцем никейского христианства; им был подписан ряд законов, писем и постановлений, регулировавших церковную жизнь на Западе. В 404 году он направил своему брату Аркадию письмо с резким осуждением опалы, которой подвергся Иоанн Златоуст.
14 октября 410 года Гонорий выступил инициатором созыва в следующем году Карфагенского собора, официально положившего конец расколу между традиционным христианством и донатистами. Однако общины донатистов продолжили действовать нелегально вплоть до VII века.
В 417 году Гонорий издал закон, запрещавший пропаганду пелагианства. В 418 году император принял участие в урегулировании конфликта, связанного с избранием на римский престол одновременно двух пап, Евлалия и Бонифация I. Сохранилось двенадцать писем и речей императора на религиозные темы.
Гонорий отменил гладиаторские бои в связи с гибелью святого Телемаха (ок. 404 года). В некоторых западных месяцесловах Гонорий фигурирует как местночтимый святой (в день смерти, 15 августа).

### Семья и преемники
Гонорий, женатый последовательно на двух дочерях Стилихона, Марии (ум. ок. 407) и Ферманции (Терманции) (ум. в 415), не имел детей.
В 417 году он выдал свою сестру Галлу Плацидию замуж за полководца Констанция. В 421 году тот был провозглашён соправителем (Констанций III), но умер в том же году. У Галлы и Констанция в 419 году родился сын — будущий император Валентиниан III.
Гонорий умер 15 августа 423 года в Равенне. Власть узурпировал его секретарь Иоанн, но через два года на престоле утвердился (с помощью восточноримских войск) племянник Гонория, малолетний Валентиниан III.